# San Giovanni Lupatoto
San Giovanni Lupatoto là một đô thị tại tỉnh Verona trong vùng Veneto của Ý, có cự ly khoảng 100 km về phía tây của Venice và khoảng 7 km về phía đông nam của Verona.
San Giovanni Lupatoto giáp các đô thị: Buttapietra, Oppeano, San Martino Buon Albergo, Verona và Zevio.

## Thành phố kết nghĩa
- Seyssinet-Pariset, Pháp